# Arthur von Chiari
Arthur svobodný pán von Chiari (22. října 1851 Galați – 18. ledna 1919 Vídeň) byl rakousko-uherský admirál. Jako absolvent námořní akademie sloužil u c. k. námořnictva od roku 1869, kromě služby na různých lodích působil v námořní administraci a absolvoval několik cest kolem světa. V letech 1904–1906 byl prezidentem Námořního kontrolního úřadu ve Vídni a v roce 1906 odešel do penze. Za první světové války byl povolán do aktivní služby a v hodnosti viceadmirála byl v letech 1915–1917 zástupcem velitele námořní základny v Pule. V roce 1917 byl znovu penzionován a získal šlechtický titul barona. 

## Biografie

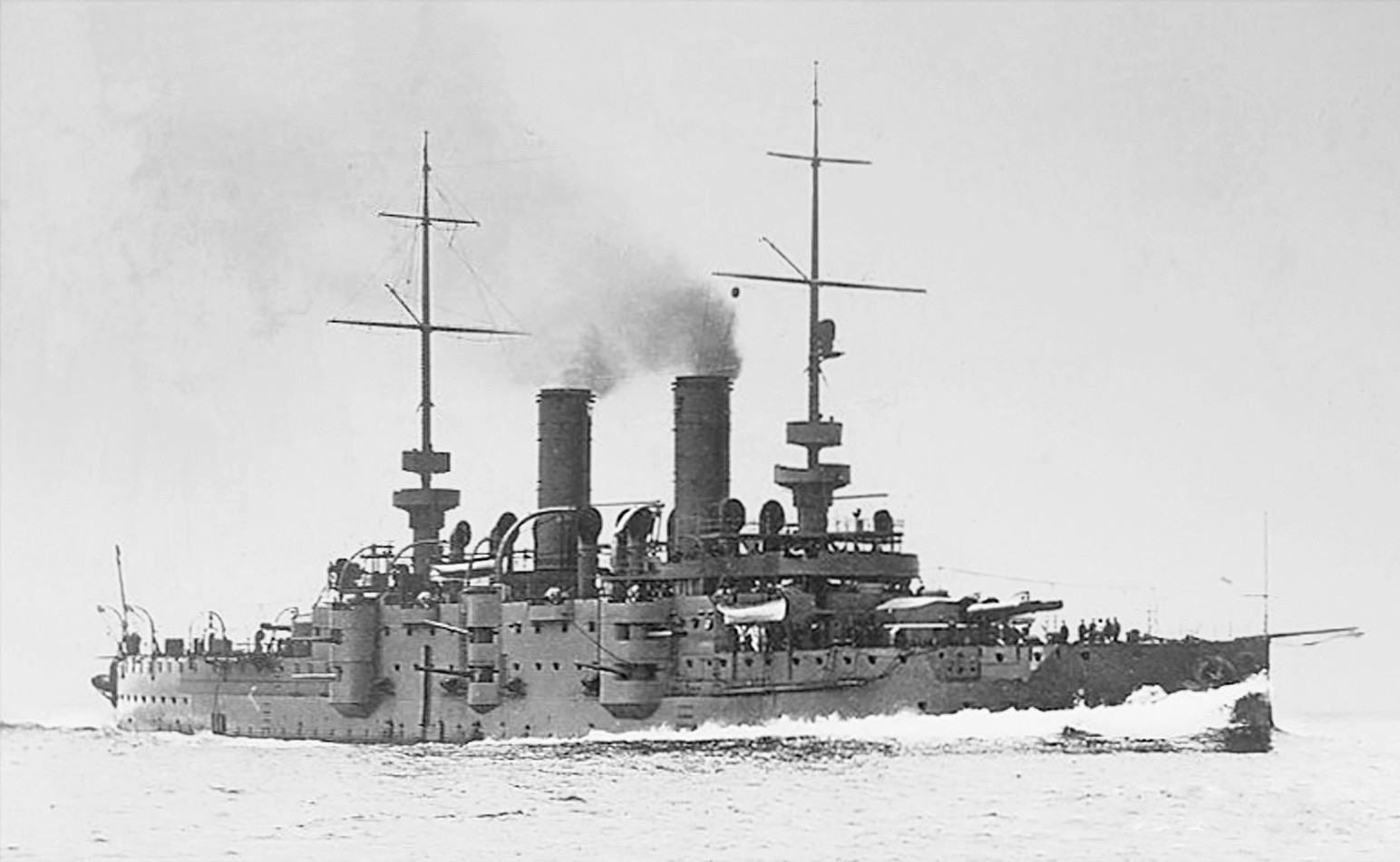
SMS Habsburg, vlajková loď kapitána Arthura Chiariho (1902–1903)

Pocházel z italské rodiny původem z Bergama, během 19. století se členové rodu uplatnili v různých odvětvích, mimo jiné podnikali na severní Moravě. Byl synem Alberta Chiariho (1813–1860), c. k. generálního konzula v Istanbulu. Studoval na gymnáziu a v roce 1866 nastoupil na výcvikovou loď SMS Venus, v letech 1866–1869 studoval na C. k. námořní akademii v Rijece. V roce 1869 nastoupil jako kadet k námořnictvu a hned v prvním roce služby absolvoval zaoceánskou plavbu na korvetě SMS Dandolo (1869–1870, jižní Afrika, jižní Amerika, Karibik). Další cesty podnikl do Řecka a Rumunska, poté prošel výcvikem pro důstojníky na školní lodi SMS Adria. Kromě služby na lodích působil u Hydrografického úřadu v Pule, kde také sloužil u jednotek námořní pěchoty. V roce 1873 získal hodnost praporčíka a několik let střídal službu na moři a u námořního arzenálu v Pule. V letech 1880–1882 znovu sloužil u jednotek námořní pěchoty v Pule a mezitím  postupoval v hodnostech (poručík II. třídy 1881, poručík I. třídy 1884). V letech 1887–1888 byl prvním důstojníkem na torpédovém křižníku SMS Leopard, poté působil u Námořního techníckého výboru, krátce byl přidělen také k oblastnímu námořnímu velitelství v Terstu a Zadaru.

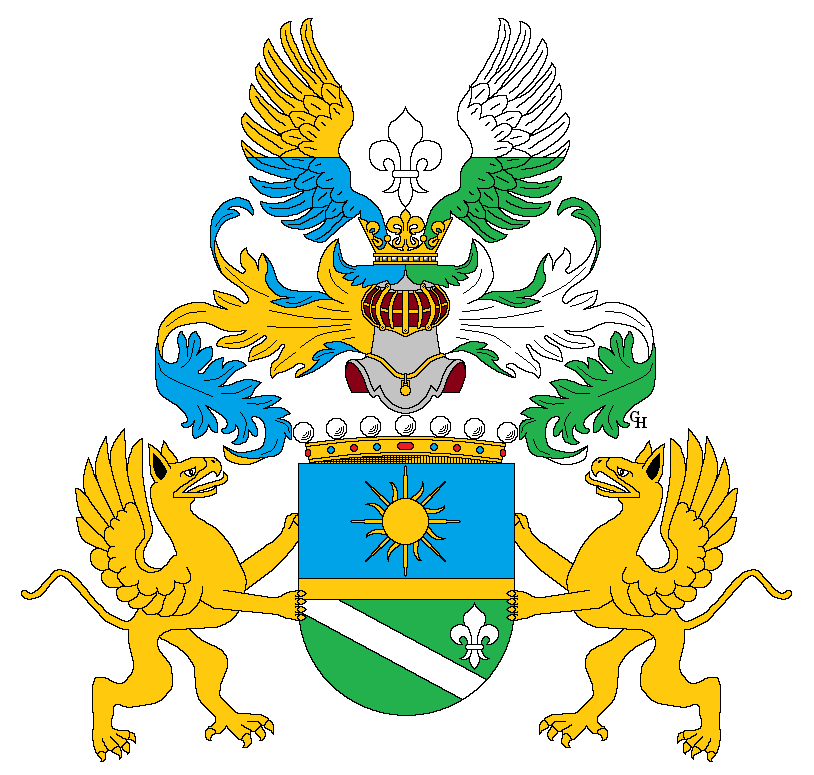
Erb rodu Chiari při povýšení do stavu svobodných pánů (1917)

V hodnosti korvetního kapitána (1. května 1893) byl prvním důstojníkem na obrněných lodích SMS Prinz Eugen a SMS Habsburg, poté byl přidělen ke sborovému námořnímu velitelství v Pule a znovu absolvoval cesty do zahraničí. Ke dni 1. května 1897 byl povýšen na fregatního kapitána a dvakrát byl pověřen velením lodi SMS Lussin (1897–1898 a 1899), mezitím znovu působil u námořní základny v Pule. V letech 1899–1900 vystřídal velení bitevních lodí SMS Kaiser Max a SMS Pelikan. Dne 1. května 1900 obdržel hodnost kapitána řadové lodi a v letech 1900–1902 byl velitelem námořní pěchoty (Matrosen-Korps), v roce 1902 byl zároveň velitelem strážní lodi pulského přístavu SMS Tegetthoff. Od prosince 1902 do listopadu 1903 byl velitelem zcela nové bitevní lodi SMS Habsburg a poté znovu přeložen ke sborovému velitelství v Pule. 
V letech 1904–1906 zastával funkci prezidenta Námořního kontrolního úřadu (Marinekontrollamt) ve Vídni a ke dni 1. května 1905 byl povýšen do hodnosti kontradmirála. Na začátku listopadu 1906 byl penzionován, ale ve veřejném životě se angažoval u Rakouské společnosti pro podporu lodní dopravy (Österreichischer Flottenverein), kde od roku 1907 zastával funkci viceprezidenta. Uplatnil se mimo jiné jako autor odborných textů a k datu 3. ledna 1910 obdržel hodnost titulárního viceadmirála. Za první světové války byl znovu povolán do aktivní služby a od června 1915 byl zástupcem velitele námořní základny v Pule. O rok později obdržel hodnost skutečného viceadmirála (1. května 1916) a v září 1917 byl znovu odeslán do výslužby. Usadil se ve Vídni, kde zemřel krátce po rozpadu monarchie 19. ledna 1919 ve věku 67 let a byl pohřben na hřbitově ve vídeňské čtvrti Neustift am Walde. 

## Rodina
Oženil se v roce 1890 v Terstu, jeho manželkou byla Marie, rozená Verona (1868–1955). Manželství zůstalo bezdětné, Arthur v roce 1918 adoptoval svého synovce Hermanna Chiariho (1897–1969), později významného lékaře a profesora Vídeňské univerzity. Arthurova manželka Marie jako vdova střídala pobyty v Terstu a ve Vídni, kde žila ve vile na adrese Hameaustraße 48.
Z rodu Chiari ve stejné generaci vyniklo i několik Arthurových bratranců. Karl Chiari (1849–1912) byl vlivným podnikatelem na Šumpersku dlouholetým poslancem Říšské rady a nakonec členem Panské sněmovny. Další bratranec Ottokar Chiari (1853–1918) byl významným lékařem v oboru otorinolaryngologie. Karl i Ottokar získali také šlechtický titul svobodných pánů.

## Tituly a ocenění
Během služby u námořnictva získal několik vysokých vyznamenání v Rakousku-Uhersku i v zahraničí. Při odchodu do výslužby byl povýšen do stavu svobodných pánů (diplom vystaven k datu 18. října 1917).

### Rakousko-Uhersko
- Služební odznak pro důstojníky III. třídy (1894)
- Jubilejní pamětní medaile (1898)
- Řád železné koruny III. třídy (1902)
- Vojenský záslužný kříž (1906)
- Vojenský jubilejní kříž (1908)
- Služební odznak pro důstojníky II. třídy (1915)
- rytířský kříž Leopoldova řádu (1917)

### Zahraničí
- Řád osvoboditele IV. třídy (1892, Venezuela)
- Řád sv. Stanislava III. třídy (1898, Rusko)
- komandérský kříž Řádu Spasitele (1903, Řecko)
- Železný kříž II. třídy (1917, Německo)